# Olof Arborelius

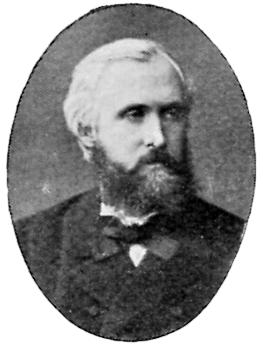
Olof Arborelius, Foto aus einem zeitgenössischen Lexikon

Olof Per Ulrik Arborelius (* 4. November 1842 in Orsa, Dalarna; † 2. Juni 1915 in Stockholm) war ein schwedischer Genre- und Landschaftsmaler. Von 1881 bis 1912 war er Zeichenlehrer an der Königlich Technischen Hochschule Stockholm, von 1902 bis 1909 Professor für Landschaftsmalerei an der Kunstakademie Stockholm.

## Leben

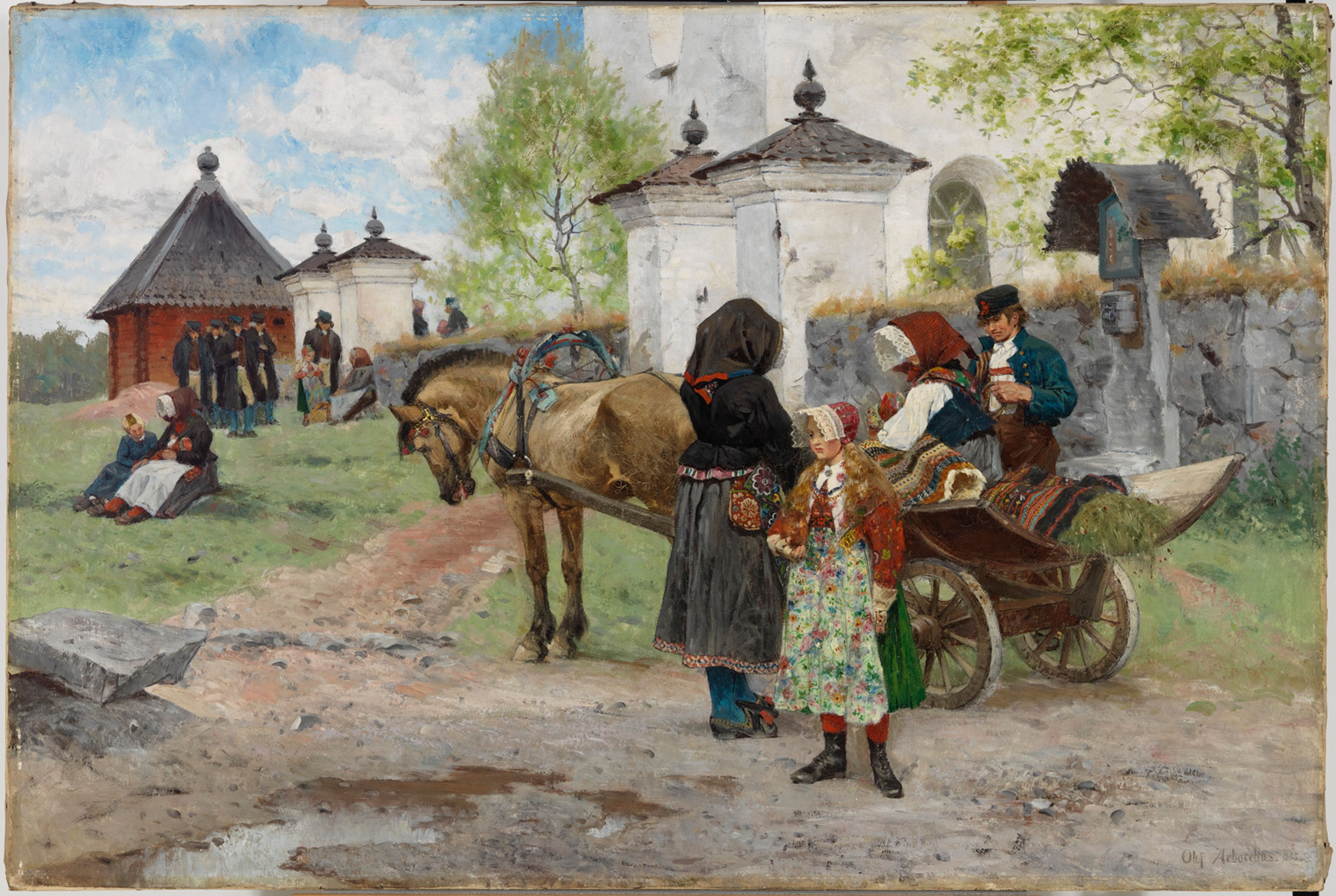
Sunnuntai Flodan kirkolla Taalainmaassa (Sonntagmorgen an der Kirche in Floda, Dalarna), 1885, Finnische Nationalgalerie

Utsikt över en sjö vid Engelsberg i Västmanland (Ansicht eines Sees bei Engelsberg in Västmanland), 1893, Schwedisches Nationalmuseum

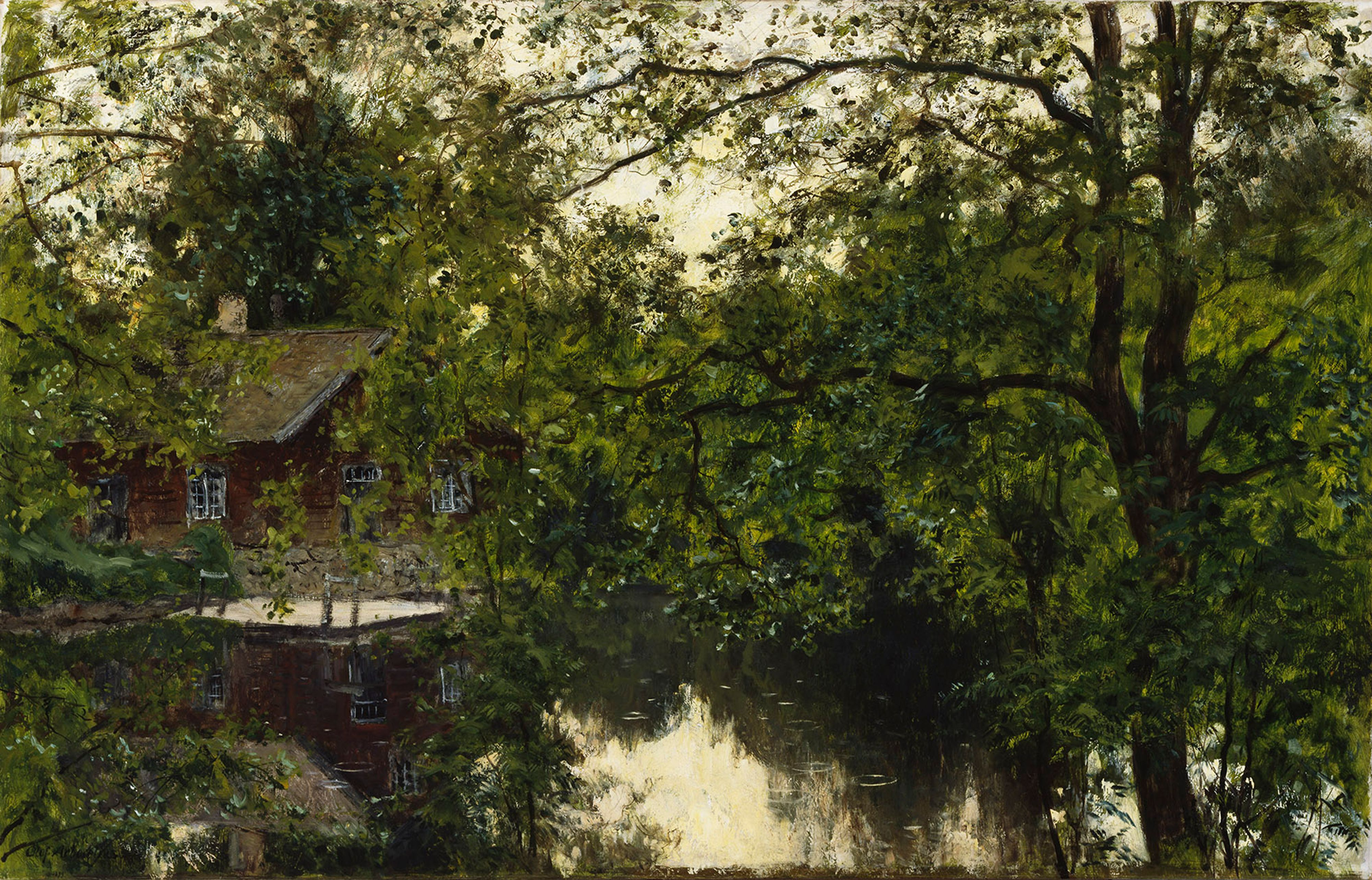
Kesäyö Bergslagenissa (Sommer in Bergslagen), 1899, Finnische Nationalgalerie

Arborelius, Spross des Geschlechtes Arborelius aus Arboga, Västmanland, war ein Sohn des schwedischen Geistlichen und Sprachforschers Olof Ulrik Arborelius und dessen dritter Ehefrau Charlotta Dorotea Friman. Der Architekt Rudolf Arborelius war sein Bruder. Dessen Enkel, sein Großneffe, ist der schwedische Kardinal und Bischof Anders Arborelius.
Arborelius studierte ab 1861 an der Stockholmer Akademie Malerei. Für das 1868 geschaffene Gemälde Eichenwald bei aufziehendem Gewitter erhielt er eine königliche Medaille und ein Reisestipendium, das ihm eine dreijährige Studienreise in Europa ermöglichte. Stationen dieser Reise waren insbesondere Paris, München, Rom (1871) sowie Düsseldorf, wo er sich 1869 aufhielt. Anschließend ließ er sich in Stockholm nieder. 1872 wurde er Mitglied (Agré) der Kunstakademie in Stockholm. Dort arbeitete er von 1881 bis 1912 als Oberlehrer für Zeichnen an der Königlichen Technischen Hochschule. Am 31. Mai 1873 heiratete er seine Cousine Hedvig Maria Arborelius (1853–1909). 1901 erhielt er eine Professur für Landschaftsmalerei an der Kunstakademie Stockholm, die er von 1902 bis 1909 ausübte.
Arborelius, der sich als Genre- und Landschaftsmaler in der Maltradition der Düsseldorfer Schule profilierte, wurde zeitlebens vom aufkommenden Impressionismus wenig beeinflusst, obwohl er in den 1880er Jahren der künstlerischen Oppositionsbewegung angehört hatte. Fritz von Dardel kritisierte Arborelius’ ausgiebigen Gebrauch der grünen Farbe. Auf der internationalen Kunstausstellung 1903 in Venedig erwarb der italienische König Viktor Emanuel III. ein Landschaftsgemälde von ihm.
Arborelius legte in den 1850er Jahren in einem seiner Skizzenbücher eine kleine Kollektion von Briefmarken an, die rund 140 Jahre vergessen und unberührt blieb und als „wahrscheinlich älteste original erhaltene Briefmarkensammlung der Welt“ im Jahr 1999 dem Postmuseum Stockholm übergeben wurde.